# 交替方向隐式法
数值分析中，交替方向隐式法（Alternating direction implicit method）是有限差分法的一种，用于求解抛物线型偏微分方程或椭圆型偏微分方程。特别适用于求解二维及更高维度的热传导方程与扩散方程。
求解热传导方程在传统上使用Crank-Nicolson方法，该方法较为耗时。ADI的优点在于，每一迭代步中，所求解的方程具有更为简单的结构，因此更易于求解。

## 方法
考虑二维扩散方程,
{\displaystyle {\partial u \over \partial t}=\left({\partial ^{2}u \over \partial x^{2}}+{\partial ^{2}u \over \partial y^{2}}\right)=(u_{xx}+u_{yy})\quad }
隐式Crank-Nicolson方法将给出以下有限差分方程：
{\displaystyle {u_{ij}^{n+1}-u_{ij}^{n} \over \Delta t}={1 \over 2}\left(\delta _{x}^{2}+\delta _{y}^{2}\right)\left(u_{ij}^{n+1}+u_{ij}^{n}\right)}
其中，{\displaystyle \delta _{p}}是关于坐标方向p上的中心差分算符。通过稳定性分析可以证明该方法对于任意{\displaystyle \Delta t}都表现稳定。
但是，Crank-Nicolson方法的缺点在于，上述方程中的带状矩阵分布过宽，这使得求解方程相当耗时。
ADI方法的思想在于将一个有限差分方程分割为两个，一个在x方向上隐式求导，另一个在y方向上隐式求导。
{\displaystyle {u_{ij}^{n+1/2}-u_{ij}^{n} \over \Delta t/2}=\left(\delta _{x}^{2}u_{ij}^{n+1/2}+\delta _{y}^{2}u_{ij}^{n}\right)}
{\displaystyle {u_{ij}^{n+1}-u_{ij}^{n+1/2} \over \Delta t/2}=\left(\delta _{x}^{2}u_{ij}^{n+1/2}+\delta _{y}^{2}u_{ij}^{n+1}\right).}
这样，该方程系统涉及一个对称阵和一个三角矩阵，可以用三对角阵的求解算法进行计算。
可以证明，二维条件下该方法无条件稳定。
在此基础上扩展有更多的ADI方法，如Douglas，f-factor方法，可用于求解三维及更高维的问题。